# 李忠志
李忠志（Nicky Li Chung-Chi，1963年12月23日—），香港著名電影動作指導，成家班一員。合作導演有陳木勝、麥兆輝等等；演員有吳京等等。以《新警察故事》和《保持通话》获得两次金马奖最佳动作设计奖。以《殺破狼II》以及《怒火》兩度获得香港電影金像獎最佳动作设计奖。

## 電影作品

### 動作指導
- 特警新人類系列（1999年、2000年）
- 愛與誠（2000年）
- 願望樹（2001年）
- Dead Or Alive：Final（日本，2002年）
- 雙雄（2003年）
- 奇逢敵手（2003年）
- 新警察故事（2004年）
- 三岔口（2005年）
- 寶貝計劃（2006年）
- 神遊情人（台灣及日本合作，2006年）
- 黑拳（2006年）
- 男兒本色（2007年）
- 奪帥（2008年）
- 保持通話（2008年）
- 狼牙（2008年）
- 一個好爸爸（2008年）
- 大搜查之女（2009年）
- 復仇（2009年）
- 新少林寺（2011年）
- 杀破狼2（2015年）
- 狂獸（2017年）
- 無雙（2018年）
- 拆弹专家2（2021年）
- 怒火（2021年）
- 掃毒3人在天涯（2023年）

### 導演
- 狼牙（2008年，與吳京合導）

## 外部連結
- 李忠志nickyLi的新浪微博
- 李忠志在互联网电影资料库（IMDb）上的資料（英文）
- 在AllMovie上李忠志的頁面（英文）
- 李忠志在香港影庫上的簡介
- 李忠志在豆瓣上的资料（简体中文）
- 李忠志在时光网上的簡介（简体中文）